# مرقد يحيى (ورامين)
مرقد يحيى (بالفارسية: امامزاده یحیی) هو مرقد شيعي تاريخي يعود إلى 707 هجري، ويقع في ورامين.

## معرض صور

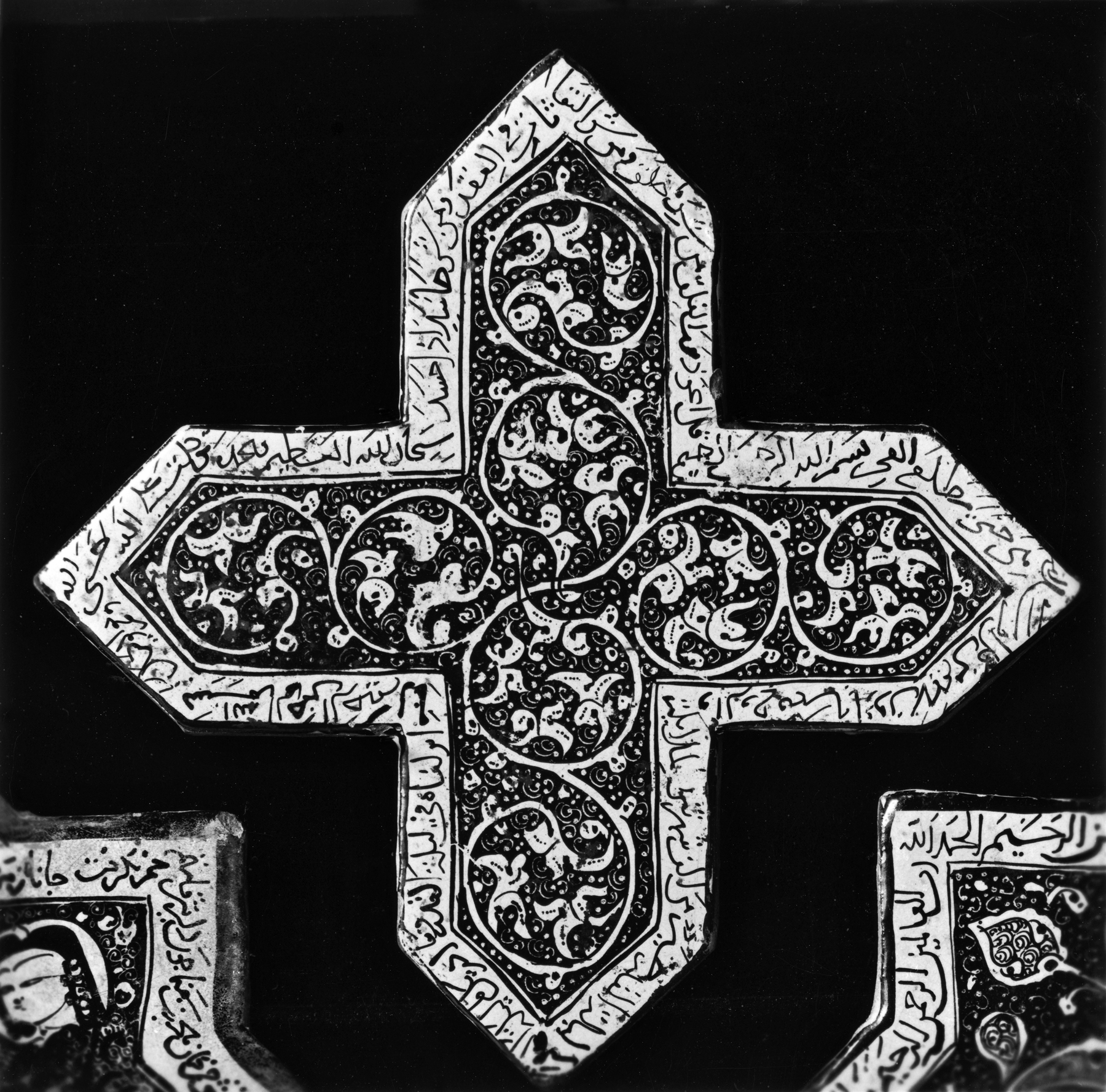
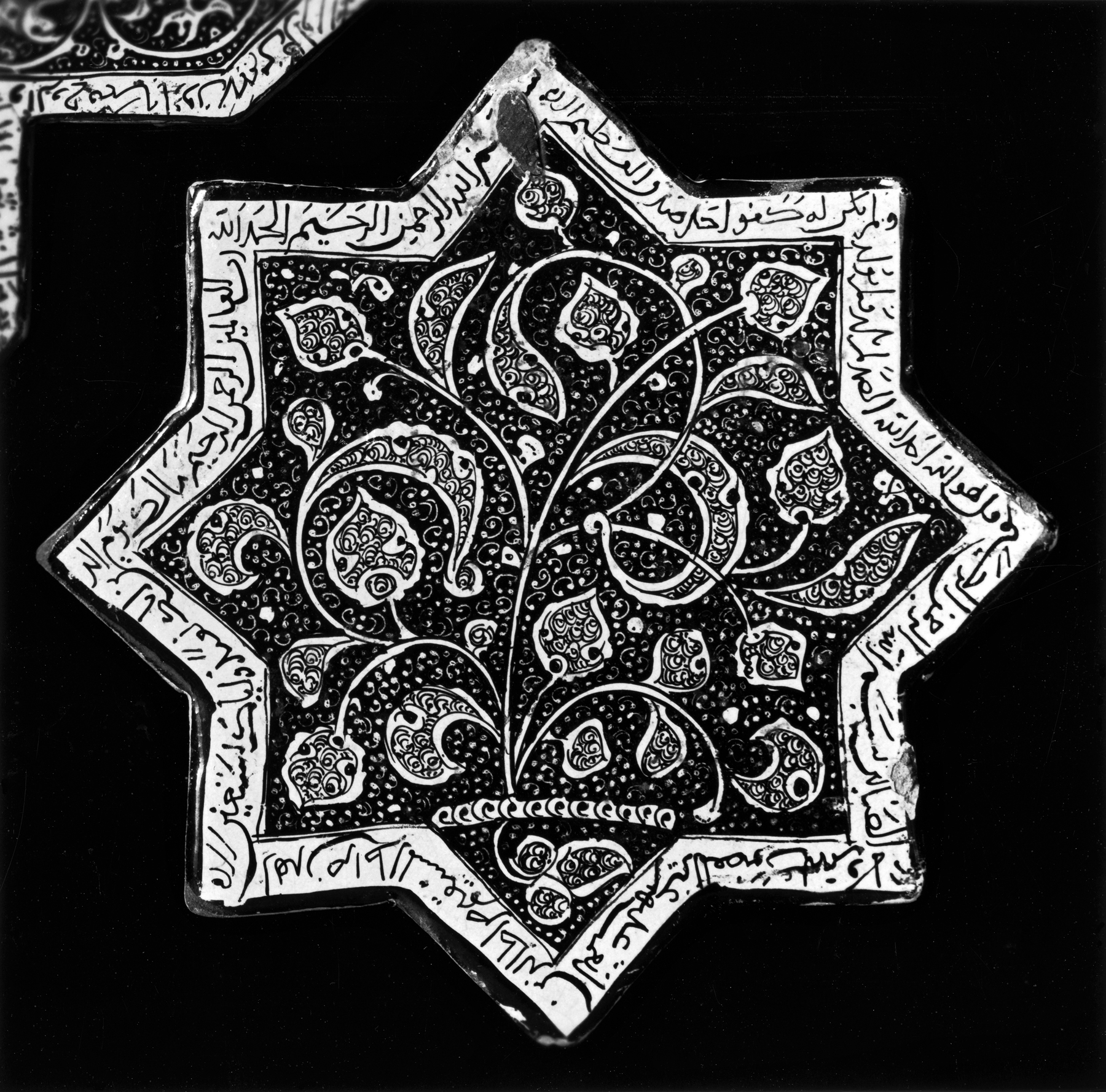
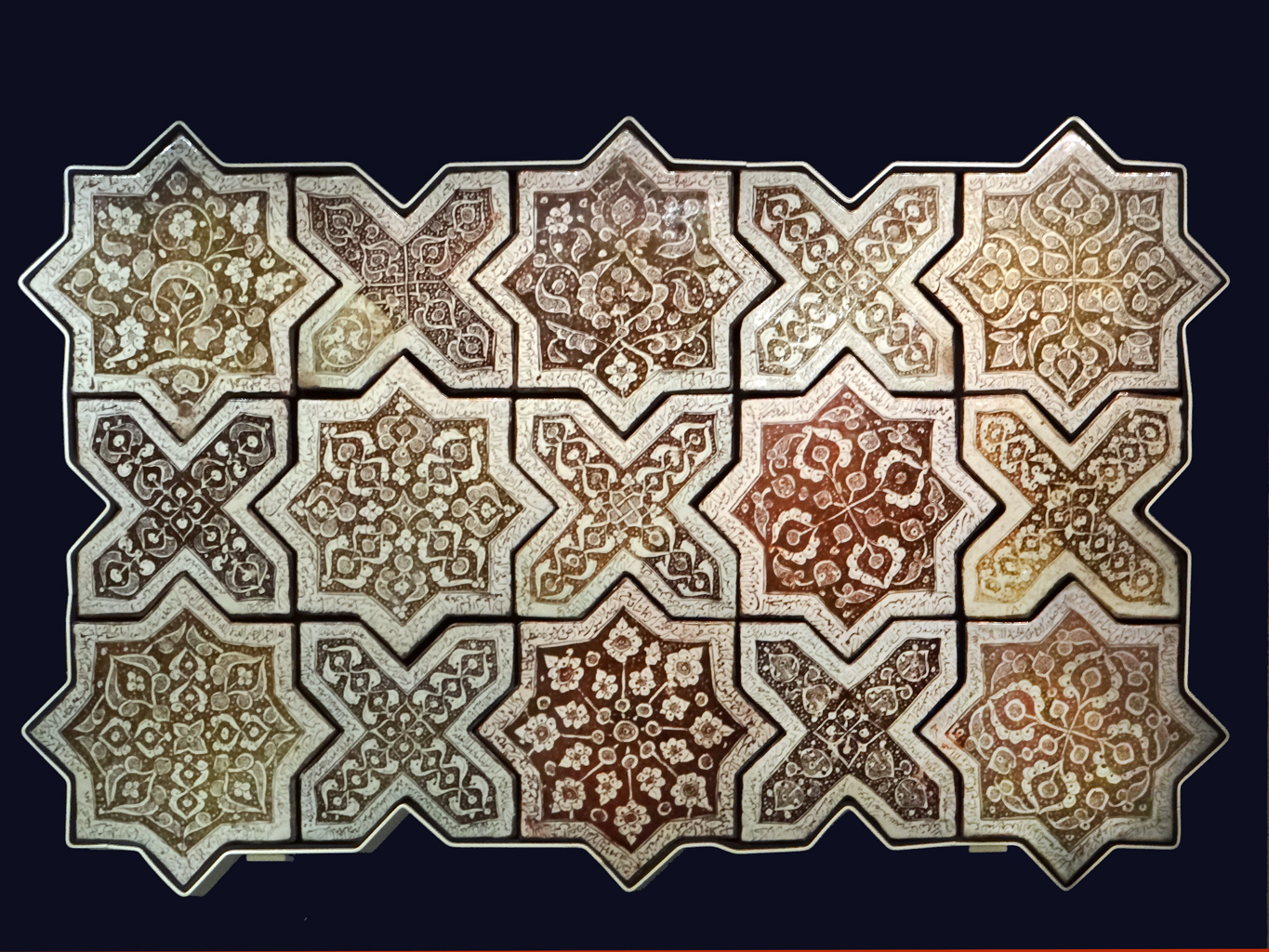